# Bazylika św. Kleofasa w Al-Kubajbie
Bazylika świętego Kleofasa w Al-Kubajbie – bazylika mniejsza znajdująca się we wsi Al-Kubajba (El Qubeibeh), położonej 11 kilometrów na północny zachód od Jerozolimy, przy dawnym trakcie rzymskim, na terenie Zachodniego Brzegu. Została wybudowana na pamiątkę spotkania Jezusa po zmartwychwstaniu z uczniami w Emaus.
Świątynia została wzniesiona w 1902 roku przez Franciszkanów, na ruinach kościoła wybudowanego przez krzyżowców. Podczas II wojny światowej Brytyjczycy wykorzystywali klasztor zakonny do internowania niemieckich i włoskich mieszkańców Palestyny (w tym również Franciszkanów).
Na fasadzie kościoła znajduje się ceramiczny wizerunek Chrystusa i dwóch uczniów. Wewnątrz, pod szkłem, znajdują się pozostałości, które są zapewne fundamentami domu Kleofasa. W pobliżu świątyni został odkryty odcinek drogi rzymskiej.